# 遍在遠洋桿菌
遠洋桿菌屬（Pelagibacter），目前僅包括遍在遠洋桿菌（P. ubique）一個種，可能是地球上數量最多的細菌（估算數量級有1028）。早在1990年，就已在馬尾藻海中得到屬於α-變形菌的rRNA序列，此後在全世界各海區被廣泛發現且有很高豐度，被稱作SAR11群。但直到2002年，才由Rappé等人通過高通量培養的方法分離得到首批純菌株，並被命名。但此名稱直到目前仍未被根據細菌命名法則的規定有效發表。它可占多达所有微生物浮游生物的细胞的约25％，并在夏季它们可以占存在于温带海洋表层水的细胞的大约一半。遠洋桿菌屬和其亲属的总丰度估计为约2×1028个微生物。
遠洋桿菌屬在全世界廣泛分佈，屬於海水中自由生活的浮游細菌。它們是已知最小的可以不通過寄生而自我繁殖的生物之一。他們呈小棍狀，長度0.37 - 0.89 µm，直徑只有0.12 - 0.20 µm。細胞的體積的30％是被它的基因組佔用。它是革蘭氏陰性菌。它回收溶解的有機碳。
遍在遠洋桿菌已有兩株的基因組被完全測序：HTCC1062和HTCC1002。HTCC1062的基因組於2005年被完全測序，測序表明HTCC1062基因組(1,308,759 bp)有着在任何自由生物體中最小的基因組，只有1354個基因。對比，人類約有3万個基因。它的基因組中缺乏很多其它基因組常有的隨時閒積累的冗餘成分：無重複的基因拷貝，無病毒基因，也無垃圾DNA。這種有效的基因組成表明當它們複製產生後代時需要較少的能量複製DNA。此外，其DNA的鹼基對中含有較少的氮元素，因爲氮在遠洋中是較爲稀少的營養元素。遠洋桿菌極高的豐富度表明這些特性使其成爲一種非常高效的生命形式。

## 外部連結
- （英文）MicrobeWiki entry （页面存档备份，存于）
- （英文）BBC News: Ocean bug has 'smallest genome' （页面存档备份，存于）